# Pancoasttumor
Een pancoasttumor (het hebben ervan wordt ook wel het pancoastsyndroom of sulcus-superior-syndroom genoemd) is een tumor die is gelokaliseerd in de longtop. Door de lokalisatie kan deze de werking van bepaalde zenuwen die het gelaat verzorgen in functie verstoren. Een veelvoorkomende aanleiding om hiernaar op zoek te gaan is het syndroom van Horner.
De aandoening is vernoemd naar Henry Pancoast, een Amerikaans radioloog, die de tumor beschreef in 1924 en 1932.

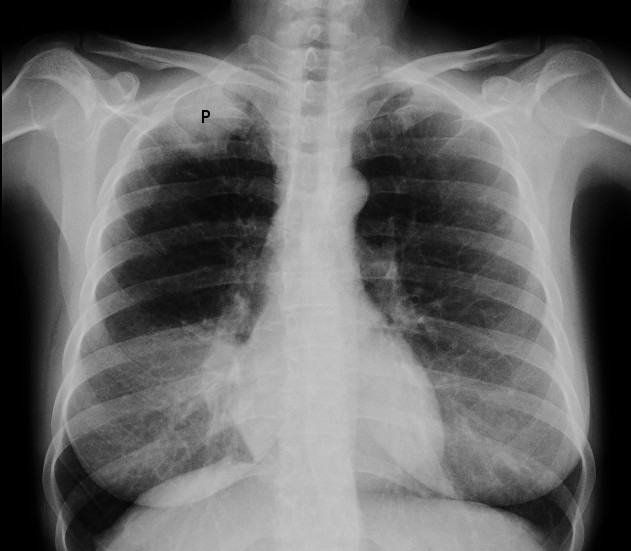
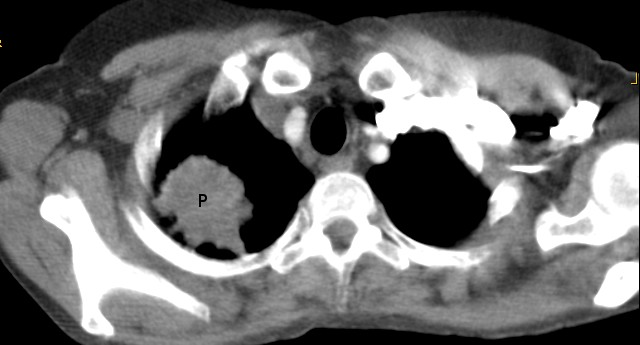